# Puebla de San Miguel
Puebla de San Miguel (em castelhano e oficialmente) ou la Pobla de Sant Miquel (em valenciano) é um município da Espanha na província de Valência, Comunidade Valenciana. Tem 63,6 km² de área e em 2021 tinha 60 habitantes (densidade: 0,9 hab./km²).

## Demografia
| Variação demográfica do município entre 1991 e 2004 | Variação demográfica do município entre 1991 e 2004 | Variação demográfica do município entre 1991 e 2004 | Variação demográfica do município entre 1991 e 2004 |
| --------------------------------------------------- | --------------------------------------------------- | --------------------------------------------------- | --------------------------------------------------- |
| 1991                                                | 1996                                                | 2001                                                | 2004                                                |
| 39                                                  | 77                                                  | 66                                                  | 68                                                  |